# Акихабара
Акихаба́ра (яп. 秋葉原) (также сокр. Акиба) — квартал в Тиёде, специальном районе Токио, неподалёку от железнодорожной станции Токио.

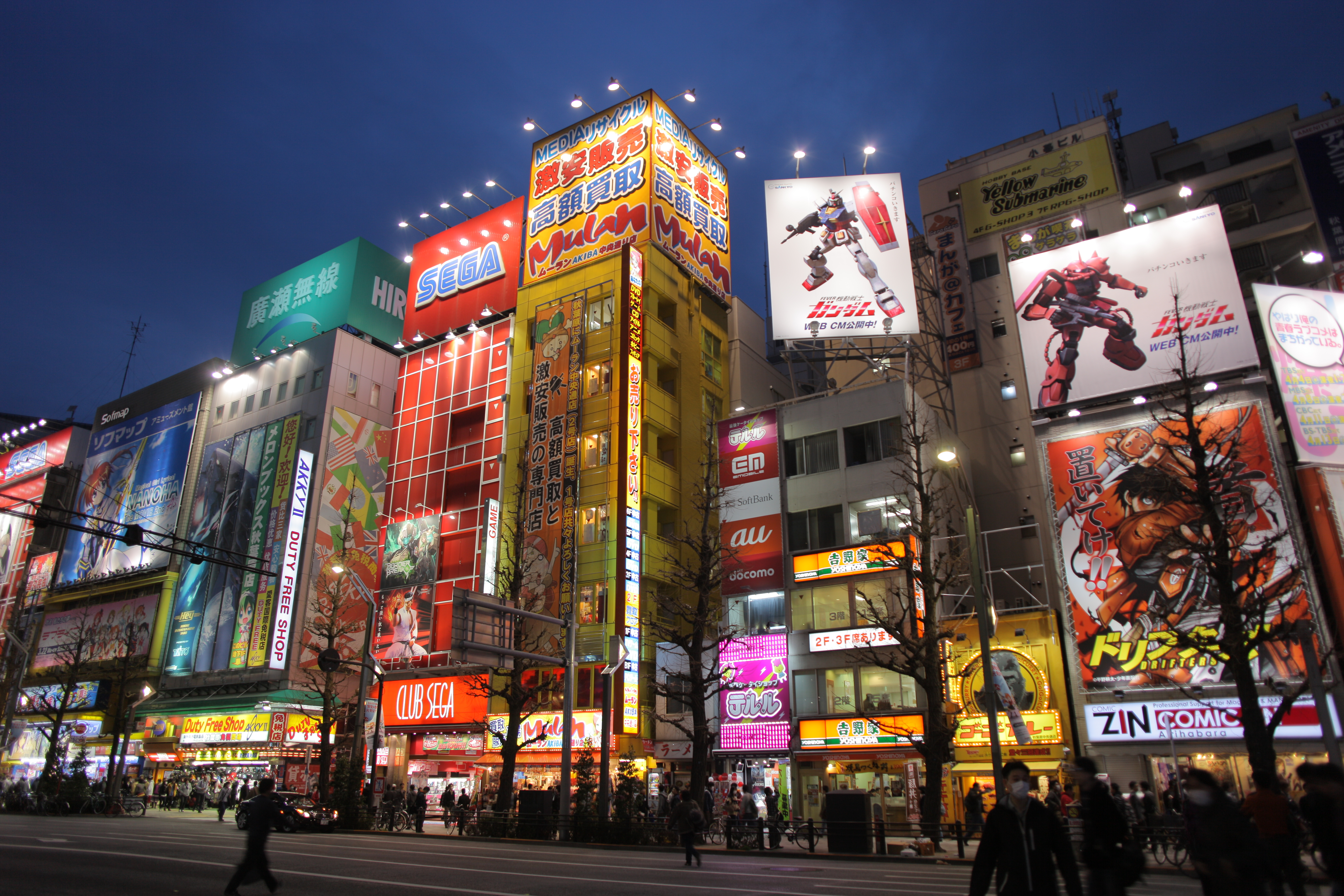
Акихабара ночью

Несмотря на то, что официально Акихабара является частью района Тайто, квартал, известный большинству людей как Акихабара (включая одноимённую станцию) на самом деле называется Сото-Канда, часть района Тиёда.
Акихабара наиболее известна как одна из крупнейших торговых зон во всём мире для электронной, компьютерной техники, аниме и товаров для отаку, в том числе новых и бывших в употреблении товаров. Новые товары в основном встречаются на главной улице Тюодори (яп. 中央通り тю:о:до:ри), в то время как старые и использованные встречаются на задних улицах Сото-Канда 3-тёмэ.
В районе Акихабара можно найти много аниме-магазинов и ресторанов/клубов для отаку.

## Этимология
Акихабара является сокращением от Акибагахара (яп. 秋葉が原), что можно перевести как «долина осенних листьев». Название часто сокращают до Акиба (яп. 秋葉). Квартал также известен под названием Акихабара Дэнки Гай (яп. 秋葉原電気街 акихабара дэнки гай, букв. «электронный город Акихабара»), так как является центром торговли бытовыми электронными приборами.

## История
В эпоху Эдо на территории, на которой сейчас находится Акихабара, располагался жилой район, в котором проживали самураи низкого класса. В 1869 году на этой территории произошёл большой пожар. В 1870 году по приказу императора Мэйдзи был построен синтоистский храм «Акибадзиндзя» (яп. 秋葉神社), служащий для противодействия пожарам. В 1890 году была основана станция Акихабара.
Вскоре после войны (1950-е) в торговой части этого района стали собираться демобилизованные военные связисты, чтобы заработать себе на хлеб, торгуя электроникой. В 2000-е район Акихабара стал известен как «квартал электроники», куда приезжали туристы со всей Японии и из других стран, с целью приобрести подешевле бытовую технику, гаджеты и электронные компоненты.
В 2010-е, не выдерживая конкуренции с крупными торговыми компаниями и Интернет-площадками, мелкие магазины электроники в этом районе либо обанкротились, либо вошли в состав крупных предприятий. В этих условиях постепенно увеличивалось количество магазинов и заведений для любителей молодёжной субкультуры: здесь появились модели и аниме-продукция, видеоигры, а также открылись мэйдо-кафе. Квартал Акихабара превратился в центр субкультуры. Её носителей первое время называли «отаку», но в середине первого десятилетия XXI века родилось новое общее название для этой культуры и её носителей «Акиба-кэй», произошедшее от сокращённого названия квартала Акихабара.